# رالف كابرون
رالف كابرون (بالإنجليزية: Ralph Capron)‏ هو لاعب كرة قاعدة أمريكي، ولد في 16 يونيو 1889 في منيابولس في الولايات المتحدة، وتوفي في 19 سبتمبر 1980 في لوس أنجلوس في الولايات المتحدة.

## وصلات خارجية
- رالف كابرون على موقعبيزبول رفرنس.كوم (الدوري الرئيسي) (الإنجليزية)
- رالف كابرون على موقعبيزبول رفرنس.كوم (الدوري الثانوي) (الإنجليزية)
- رالف كابرون على موقع مرجع كرة القدم المحترفة.كوم (الإنجليزية)